# 海猫沢めろん
海猫沢 めろん（うみねこざわ めろん、1975年〈昭和50年〉3月14日 - ）は、日本の小説家。大阪府生まれ、兵庫県姫路市育ち。

## 来歴・人物
大阪府生まれ兵庫県姫路市育ち。日生学園第三高等学校（現・自由ヶ丘高等学校）卒業後、溶接工やホストなど様々な経験を経て、大阪の専門学校で編集とデザインを学び、専門学校卒業後は1度大阪の会社に就職した。しかし会社勤めという環境が自分に合わず強い精神的不調を感じるようになり、3年勤めた後に依願退職した。また、色弱であるため色彩に関する精度の高い仕事が困難であることもデザイナーを諦める理由となった。
大阪で勤めていた会社を辞める直前にFM局KissFMのラジオドラマ脚本公募に応募し当選、このことからしばらくの間、KissFMでラジオドラマの脚本を手がけていた。その後、1999年に上京し、デザイン会社に勤めたが、会社が潰れてしまったためフリーのデザイナーになり、同時期に文筆業としての活動も始め、PCゲーム「ぷに☆ふご〜」（アダルトゲーム）の制作に携わる。
趣味でファイヤーダンスをしており、西加奈子にもダンスを披露している。
2004年、上記のPCゲーム『ぷに☆ふご～』のスピンオフ小説として『左巻キ式ラストリゾート』を執筆、同書で小説家デビュー。
オタクでありながらホストだったという経歴を持ち、他にも様々な職歴があり、デイトレードで全財産を失ったこともあるという。デイトレードに失敗しホームレス同然の生活をしていた時に、屋外でファイヤーダンスをしていたところをたまたま通りかかった佐藤友哉がその姿を見ていたことから佐藤と知り合いになり、しばらくの間佐藤が仕事部屋として借りていた部屋を間借りしていたこともある。そののちの2007年にシェアハウスに移り住み、そのシェアハウスには当時秋葉原のディアステージの社長であったもふくちゃんが住んでおり、もふくちゃんの部屋を訪ねて来たのちのでんぱ組.incのメンバーとも顔見知りになる。
WEB番組『Atlantis メンタルライフハックフォー2012』や、宇川直宏主催のファイナルメディア「DOMMUNE」内のオカルト番組「Atlantis」のパーソナリティを、滝本竜彦とともにつとめる。
2011年、『愛についての感じ』で、第33回野間文芸新人賞候補。TBSラジオ「文化系トークラジオ Life」にクルーとして参加。
2015年、フランスのドキュメンタリー監督Claire Laboreyの映画「NAOSHIMA (Dream on the tongue)」に出演。
2016年、ツムミキキョウと共にアナログゲームのインディーズメーカー「RAMCLEAR」を設立。初作品は「双六丸忍法帖 畳地獄」。
2017年、『キッズファイヤー・ドットコム』で第39回野間文芸新人賞候補、2018年1月に同作で第59回熊日文学賞受賞。また同作品の上梓にあたり、姫路市育ちであることを明確にしたほか、同作品出版後に受けたインタビューなどでは、2011年に同じシェアハウスに住んでいた医大浪人生との間に子どもを授かっていたこと、医大浪人生だった妻が熊本大学医学部に合格したことから熊本県熊本市にもうひとつの居住地を設けたことなどを明らかにしている。
2018年10月から2019年3月まで、JFN系ラジオ番組『ON THE PLANET』水曜日のレギュラーパーソナリティを担当した。
2019年より、滝本竜彦、佐藤友哉、pha、ロベスらと、ロックバンド、エリーツを結成して活動している。

## 作品リスト

### 小説作品
- 左巻キ式ラストリゾート ぷに・ふご〜ex ぴぃちぐみ原作（パンプキンノベルズ、2004年4月 / 星海社文庫、2014年6月）
- 舞-HiME Side-A（徳間デュアル文庫、2005年6月 ※ナカガワヒロユキ名義）
- 舞-HiME Side-B（徳間デュアル文庫、2005年9月 ※ナカガワヒロユキ名義）
- 零式（ハヤカワ文庫、2007年1月）
- 全滅脳フューチャー!!!（太田出版、2009年9月 / 幻冬舎文庫、2013年4月）
  - 恐怖、溶解人間
  - 最強、土下座マシン
  - 夏の魔術師
  - デッドエンド
  - 神のゲームとヒューマントラッシュファクトリー in my ぼく
  - ライフ・イズ・アニメーション
  - 全滅 NO FUTURE
  - YES FUTURE!（単行本化における書き下ろし）
- 愛についての感じ（講談社、2011年2月 / 講談社文庫、2017年10月）
  - 初恋（『新潮』2008年7月号）
  - ビッグノーズDT（『群像』2009年2月号）
  - シュガーレイン（『すばる』2009年2月号掲載の『箱庭』を改題）
  - オフェーリアの裏庭 （『群像』2008年4月号）
  - 新世界（『文學界』2008年12月号掲載の『震える刺青』を改題）
- ニコニコ時給800円（集英社、2011年8月 / 集英社文庫、2014年7月）
  - マンガ喫茶の悪魔（『すばる』2009年6月号）
  - 洋服屋のいばら姫（『すばる』2009年9月号）
  - パチンコ屋の亡霊たち（『すばる』2010年4月号）
  - 野菜畑のピーターパン（『すばる』2010年11月号）
  - ネットワークの王子様（『すばる』2011年5月号）
- 夏の方舟（角川書店、2016年6月 / 角川文庫、2019年7月）
  - 夏の方舟
    - 第一章 水の影踏み（『小説 野性時代』2014年5月号）
    - 第二章 夏の刺青（書き下ろし）

  - サロメのいない金曜日（『小説 野性時代』2014年9月号）
  - こどもたちの素数（『小説 野性時代』2015年2月号）
- キッズファイヤー・ドットコム（講談社、2017年7月 / 講談社文庫、2020年3月）
  - キッズファイヤー・ドットコム（『群像』2015年5月号）
  - キャッチャー・イン・ザ・トゥルース（『群像』2017年5月号）
- TOKYOHEAD NONFIX（ミカドガレージブックス、2022年5月27日、※ナカガワヒロユキ名義、原案：大塚ギチ、ISBN 9784991150111）[19]
- ディスクロニアの鳩時計（泡影社〈私家版〉、2024年5月 / 泡影社〈新装版〉、2025年5月）
  - 午前の部（『ゲンロンエトセトラ』#2 - #8、『ゲンロン通信』#9+10 - #16+17[20]）
    - ディスクロニアの鳩時計 午前の部（ゲンロン〈Kindle〉 2015年11月）

  - 午後の部（『ゲンロン』1 - 12[21][22][23]）

#### 単行本未収録
- 虚宮（弓指カンヂ個展にて販売）
- 夏のぬけがら（Webサイト「tree」2020年7月5日）

### 漫画
- キッズファイヤー・ドットコム（『週刊ヤングマガジン』2019年13号 - 2019年51号、講談社 漫画：川口幸範）

### アンソロジー
- 言葉使い師（ 『神林長平トリビュート』早川書房、2009年11月 - SF作家神林長平へのトリビュート作品集。神林の同題短編をリメイク）
- アリスの心臓（『ゼロ年代SF傑作選』2010年）
- 三毛猫は電氣鼠の夢を見るか（『名探偵登場!』 講談社文庫、2014年4月)
- 破落戸奇譚（『怪談実話系/魔 書き下ろし文芸競作集』文庫ダ・ヴィンチ、2013年)
- 破落戸の話（『小説新潮』2014年8月号）
  - アンソロジー集『だから見るなといったのに』（2018年8月1日、新潮文庫NEX、ISBN 9784101801322 ）に収録。
- ワールズエンド×ブックエンド（『ダ・ヴィンチ』2014年11月号）
  - アンソロジー集『本をめぐる物語 小説よ、永遠に』（2015年11月25日、角川文庫、ISBN 9784041026137）に収録。
- 呼吸（『十年後のこと』河出書房新社、2016年）
- 月面における人間性回復運動の失敗（『AIとSF 2』ハヤカワ文庫JA、2024年11月）

### ノンフィクション
- 『頑張って生きるのが嫌な人のための本』 -ゆるく自由に生きるレッスン（大和書房、2014年）
  - 2019年9月に「『もういない君と話したかった7つのこと』 -孤独と自由のレッスン」に改題、角川文庫より発行。文庫化にあたり改題のほかにも加筆修正を加え、単行本上梓直後の2014年にwebサイト「cakes」で公開された末井昭との対談を抜粋し収録している。
- 『明日機械がヒトになる』 ルポ最新科学（講談社現代新書、2016年5月）

### 翻訳
- BL古典セレクション『古事記』（左右社、2018年、『古事記』を現代文に訳しボーイズラブ風にアレンジ。ISBN 978-4-86528-219-1）

### エッセイ等
- 文学賞に落ちて考えたこと（『すばる』2018年1月号、集英社。野間文芸新人賞の候補となったことを中心に前年の出来事を綴ったエッセイ）
- 読者との死闘 2018（『すばる』2019年1月号、集英社。前年の海猫沢自身の活動などを振り返りつつ読書について思ったことを綴った論考）
- パパいや、めろん（講談社『FRaU』WEBサイト。自身の子育てなどの経験談を綴るエッセイ）
- ギター・バンド・小説（文藝春秋『文學界』2023年4月号）

### 共著
- 嫌オタク流（中原昌也、高橋ヨシキ、更科修一郎との共著、2006年、太田出版）
- 2027 ボヤボヤしてたら、すぐやってくる。2027年のお話（2007年）
- 死にたくないんですけど iPS細胞は死を克服できるのか (SB新書)
- ヤンキー化する日本（斎藤環、ほか、2014年、角川oneテーマ21）

### ゲーム

#### コンピュータゲーム
- 3days 〜満ちてゆく刻の彼方で〜[24]
- セカンドノベル 〜彼女の夏、15分の記憶〜（日本一ソフトウェア、『夏影』）
- ぷに☆ふご〜
- しんぐん！デストロ～イ（バンダイナムコゲームス）

#### ボードゲーム
特記がない限り、海猫沢自身が携わるRAMCLEARよりリリース、イラストは特記がない限りクリハラタカシが担当
- 双六丸忍法帖 畳地獄[25]
- ヘルトウクン
- ダイスニコフ
- 名前はマダない

#### ゲームブック
- ヴァイナル文學選書 新宿歌舞伎町篇『鬼畜系ゲームブック熊猫』（東京キララ社、2018年）

### 歌詞
- 空想タイムトラベループ（でんぱ組.inc 相沢梨紗）
- ↓エイリアンガール・イン・ニューヨーク↑（虹のコンキスタドール）
- †ノーライフベイビー・オブ・ジ・エンド†（虹のコンキスタドール）
- でんでんぱっしょん（ラップ詞、meme tokyo.）
- メランコリックサーカス（meme tokyo.）
- バリ3共和国（ラップ詞、meme tokyo.）
- レトロフューチャー（meme tokyo.）
- リアリティー・ウォー（meme tokyo.）
- モラトリアムアクアリウム（meme tokyo.）
- アンチサジェスト（meme tokyo.）
- リバーズ・エンド（ミームトーキョー）
- ラビラビLabyinth (ENGAG.ING)
- ひらてうち (小鳩りあ)※共作詞

### その他
- ドブネズミのバラード（瓜田純士、企画・編集）[26]
- ピラニア（瓜田純士、編集）
- 文藝 2010年春季号（河出書房新社、島本理生特集の島本へのインタビュー企画の聞き手）
- 僕のエア（滝本竜彦、文春文庫版、文庫解説）
- 緊縛男子（モデル）
- 真野恵里菜 フォトブック『まのなの』（詩）
- 「NAOSHIMA (Dream on the tongue)」